# Almost There (Lied)
Almost There ist ein Song von Randy Newman, den er für den Film Küss den Frosch schrieb, der 2009 veröffentlicht wurde. Gesungen wird er von Anika Noni Rose. In der deutschsprachigen Fassung heißt das Lied Ganz nah dran und wird von Cassandra Steen  gesungen.

## Hintergrund

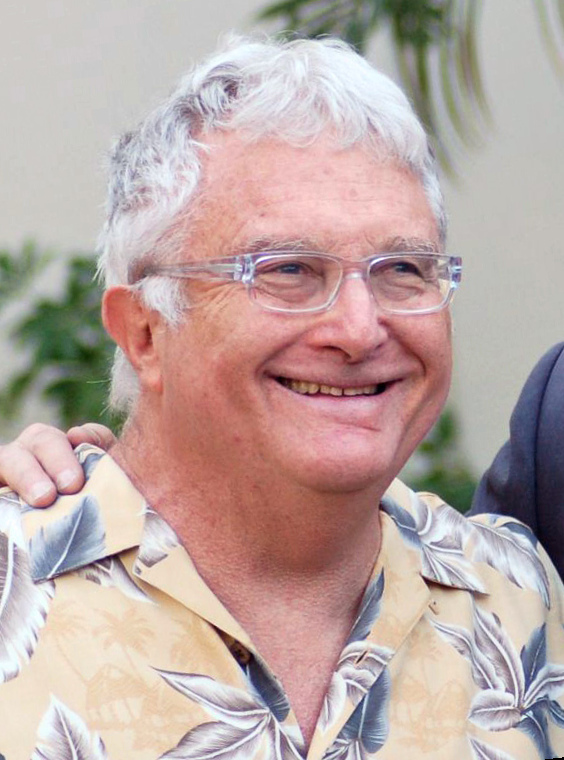
Randy Newman (2012), Autor des Liedes

Das Lied Almost There wird von Tiana, der weiblichen Hauptrolle des Films Küss den Frosch, gesungen. Während des Liedes wird im Film gezeigt, wie Tiana ihr Restaurant immer weiter entwickelt.

## Veröffentlichung
Almost There wurde als Teil des Soundtracks des Films Küss den Frosch veröffentlicht.

## Deutschsprachige Version
In der deutschsprachigen Fassung des Films heißt das Lied Ganz nah dran und wird von Cassandra Steen gesungen.

## Auszeichnungen
Anika Noni Rose erhielt für das Lied in den USA eine Goldene Schallplatte.
Almost There wurde (zusammen mit Down in New Orleans aus dem gleichen Film) für die Kategorie Bester Song bei der Oscarverleihung 2010 nominiert, gewonnen hat allerdings The Weary Kind aus dem Film Crazy Heart. Das Lied war auch für den Satellite Awards 2009 in der Kategorie Bester Filmsong nominiert, auch da gewann The Weary Kind.